# Чемпионат Европы по спортивному ориентированию на лыжах 2014
Чемпионат Европы по спортивному ориентированию на лыжах 2014 года (англ. European Ski Orienteering Championships 2014) — чемпионат Европы по спортивному ориентированию на лыжах, который прошел с 5 по 15 марта 2014 года в Тюмени (Россия). Параллельно с чемпионатом Европы в Тюмени прошел финал Кубка мира по спортивному ориентированию на лыжах.
Программа чемпионата включала в себя проведение соревнований в спринте, на средней, классической и ультрадлинной дистанциях, в эстафете (3 этапа) и смешанной эстафете.
Впервые в России на соревнованиях такого уровня была организована прямая телетрансляция.
Центр соревнований был размещен в центре зимних видов спорта «Жемчужина Сибири».

## Программа
Было разыграно одиннадцать комплектов медалей, а также определены обладатели Кубка мира.
| Дата     | Дисциплина                     | Время проведения |
| -------- | ------------------------------ | ---------------- |
| 7 марта  | Смешанная эстафета             | 15:00 — 16:00    |
| 8 марта  | Спринт                         | 14:10 — 17:00    |
| 9 марта  | Длинная дистанция (масс-старт) | 11:00 — 15:00    |
| 11 марта | Средняя дистанция              | 12:50 — 17:00    |
| 12 марта | Эстафета                       | 13:35 — 17:00    |
| 14 марта | Дистанция «экстра-лонг»        | 10:00 — 14:00    |

## Мужчины

### Спринт
| Место | Страна    | Атлет                 | Время |
| ----- | --------- | --------------------- | ----- |
| 1     | Россия    | Андрей Ламов          | 11:54 |
| 2     | Финляндия | Вилле-Петтери Саарела | 11:59 |
| 3     | Швеция    | Ульрих Нордберг       | 12:08 |
| 4     | Болгария  | Станимир Беломажев    | 12:16 |
| 5     | Швеция    | Эрик Бломгрен         | 12:18 |
| 6     | Норвегия  | Ханс-Йорген Кляве     | 12:19 |
| 7     | Россия    | Эдуард Хренников      | 12:20 |
| 7     | Россия    | Андрей Григорьев      | 12:20 |

### Средняя дистанция
| Место | Страна    | Атлет              | Время |
| ----- | --------- | ------------------ | ----- |
| 1     | Россия    | Владимир Барчуков  | 33:29 |
| 2     | Россия    | Андрей Ламов       | 33:33 |
| 3     | Норвегия  | Ханс-Йорген Кляве  | 34:05 |
| 4     | Норвегия  | Ларс-Хол Мохольдт  | 34:08 |
| 5     | Швеция    | Петер Андерссон    | 34:12 |
| 6     | Россия    | Кирилл Веселов     | 34:31 |
| 7     | Финляндия | Стаффан Тунис      | 34:38 |
| 8     | Болгария  | Станимир Беломажев | 34:39 |

### Длинная дистанция
| Место | Страна    | Атлет              | Время   |
| ----- | --------- | ------------------ | ------- |
| 1     | Болгария  | Станимир Беломажев | 1:33:50 |
| 2     | Россия    | Андрей Ламов       | 1:34:15 |
| 3     | Норвегия  | Ларс-Хол Мохольдт  | 1:34:40 |
| 4     | Норвегия  | Ойвинг Ваттердаль  | 1:34:48 |
| 5     | Швеция    | Петер Андерссон    | 1:34:56 |
| 6     | Швейцария | Гион Шнайдер       | 1:35:08 |
| 7     | Норвегия  | Ханс-Йорген Кляве  | 1:35:48 |
| 8     | Россия    | Эдуард Хренников   | 1:36:09 |

### Эстафета
| Место | Страна    | Состав                                                | Время   |
| ----- | --------- | ----------------------------------------------------- | ------- |
| 1     | Норвегия  | Ойвинг Ваттердаль Ханс-Йорген Кляве Ларс-Хол Мохольдт | 1:23:35 |
| 2     | Россия    | Владимир Барчуков Эдуард Хренников Андрей Ламов       | 1:23:48 |
| 3     | Финляндия | Янне Хаккинен Стаффан Тунис Вилле-Петтери Саарела     | 1:24:21 |
| 4     | Швеция    | Ульрих Нордберг Андреас Хольмберг Петер Андерссон     | 1:25:29 |
| 5     | Швеция    | Андрин Каппенберген Гион Шнайдер Христиан Шпёрри      | 1:28:54 |
| 6     | Чехия     | Радек Лацига Михал Дробник Якуб Шкода                 | 1:29:55 |
| 7     | Латвия    | Райво Кивлениекс Наурис Неймалис Томс Вейтс           | 1:39:04 |
| 8     | Эстония   | Приит Рандман Ассо Кесовяли Илмар Удам                | 1:42:08 |

## Женщины

### Спринт
| Место | Страна    | Спортсменка         | Время |
| ----- | --------- | ------------------- | ----- |
| 1     | Чехия     | Хана Ханчикова      | 12:09 |
| 2     | Швеция    | Тове Александерссон | 12:14 |
| 3     | Норвегия  | Аудхильд Рогнстад   | 12:26 |
| 4     | Россия    | Юлия Тарасенко      | 12:32 |
| 5     | Финляндия | Соня Мёрски         | 12:35 |
| 6     | Швеция    | Фрида Сандберг      | 12:38 |
| 7     | Финляндия | Милка Леппасальми   | 12:40 |
| 7     | Россия    | Татьяна Рвачёва     | 12:40 |

### Средняя дистанция
| Место | Страна    | Спортсменка         | Время |
| ----- | --------- | ------------------- | ----- |
| 1     | Швеция    | Тове Александерссон | 36:56 |
| 2     | Финляндия | Мира Каскинен       | 37:10 |
| 3     | Финляндия | Соня Мёрски         | 37:35 |
| 4     | Финляндия | Мерви Песу          | 37:37 |
| 5     | Россия    | Юлия Тарасенко      | 37:46 |
| 6     | Россия    | Татьяна Оборина     | 37:49 |
| 7     | Россия    | Татьяна Рвачёва     | 37:53 |
| 8     | Россия    | Анастасия Кравченко | 37:56 |

### Длинная дистанция
| Место | Страна    | Спортсменка               | Время   |
| ----- | --------- | ------------------------- | ------- |
| 1     | Финляндия | Мерви Песу                | 1:15:00 |
| 2     | Россия    | Татьяна Рвачёва           | 1:15:01 |
| 3     | Россия    | Анастасия Кравченко       | 1:16:12 |
| 4     | Россия    | Мария Кечкина             | 1:16:26 |
| 5     | Финляндия | Мира Каскинен             | 1:17:27 |
| 6     | Россия    | Юлия Тарасенко            | 1:17:31 |
| 7     | Россия    | Татьяна Власова           | 1:18:01 |
| 8     | Болгария  | Антония Григорова-Бургова | 1:18:11 |

### Эстафета
| Место | Страна    | Спортсменка                                          | Время   |
| ----- | --------- | ---------------------------------------------------- | ------- |
| 1     | Финляндия | Мира Каскинен Соня Мёрски Мерви Песу                 | 1:14:03 |
| 2     | Россия    | Анастасия Кравченко Юлия Тарасенко Татьяна Рвачёва   | 1:15:01 |
| 3     | Норвегия  | Христина Хелльберг Анна Ульвенсон Аудхильд Рогнстад  | 1:15:24 |
| 4     | Швеция    | Фрида Сандберг Магдалена Ольссон Тове Александерссон | 1:17:18 |
| 5     | Чехия     | Симона Карохова Кристина Колинова Хана Ханчикова     | 1:20:29 |

### Микст (смешанная эстафета)
| Место | Страна    | Состав                                       | Время |
| ----- | --------- | -------------------------------------------- | ----- |
| 1     | Россия    | Владимир Барчуков Юлия Тарасенко             | 59:17 |
| 2     | Болгария  | Станимир Беломажев Антония Григорова-Бургова | 59:23 |
| 3     | Швеция    | Эрик Рост Тове Александерссон                | 59:28 |
| 4     | Финляндия | Янне Хаккинен Мерви Песу                     | 59:39 |
| 5     | Норвегия  | Ойвинг Ваттердаl Аудхильд Рогнстад           | 59:59 |
| 6     | Чехия     | Якуб Шкода Хана Ханчикова                    | 61:51 |
| 7     | Швейцария | Гион Шнайдер Кармен Штруб                    | 62:18 |
| 8     | Эстония   | Приит Рандман Дайси Кудре                    | 66:21 |

## Командный зачёт
| Место | Страна    | Золото | Серебро | Бронза | Всего |
| ----- | --------- | ------ | ------- | ------ | ----- |
| 1     | Россия    | 3      | 5       | 1      | 9     |
| 2     | Финляндия | 2      | 2       | 2      | 6     |
| 3     | Швеция    | 1      | 1       | 2      | 4     |
| 4     | Болгария  | 1      | 1       | -      | 2     |
| 5     | Норвегия  | 1      | -       | 4      | 5     |
| 6     | Чехия     | 1      | -       | -      | 1     |